# Estadio Atanasio Girardot
Het Estadio Atanasio Girardot (Bijnaam: El Atanasio) is een multifunctioneel stadion in Medellín, een stad in Colombia, het maakt deel uit van het grotere Atanasio Girardot Sportcomplex. Het stadion wordt vooral gebruikt voor voetbalwedstrijden, de voetbalclubs Atlético Nacional en Independiente Medellín maken gebruik van dit stadion. In het stadion is plaats voor 45.943 toeschouwers. Het stadion werd geopend in 1953 en tussen 2010 en 2011 gerenoveerd.
Het stadion is vernoemd naar Manuel Atanasio Girardot Díaz (1791–1813), een Colombiaanse revolutionaire leider, die vocht samen met Simón Bolívar in het Admirable Campaign.

## Internationale toernooien
In 1978 werd dit stadion gebruikt voor de Centraal-Amerikaanse en Caraïbische Spelen van dat jaar, een atletiekevenement. Dit stadion werd daarna gebruikt voor wedstrijden op de Copa América 2001. Dat toernooi werd van 11 juli tot en met 29 juli in Colombia gespeeld. In totaal waren er 6 wedstrijden.
| № | Datum        | Wedstrijd             | Uitslag | Toernooi                       | Toeschouwers |
| - | ------------ | --------------------- | ------- | ------------------------------ | ------------ |
| 1 | 13 juli 2001 | Bolivia – Uruguay     | 0 – 1   | Copa América 2001 – groepsfase | 38.000       |
| 2 | 13 juli 2001 | Honduras – Costa Rica | 0 – 1   | Copa América 2001 – groepsfase | 35.000       |
| 3 | 16 juli 2001 | Uruguay – Costa Rica  | 1 – 1   | Copa América 2001 – groepsfase | 20.000       |
| 4 | 16 juli 2001 | Honduras – Bolivia    | 2 – 0   | Copa América 2001 – groepsfase | 25.000       |
| 5 | 19 juli 2001 | Bolivia – Costa Rica  | 0 – 4   | Copa América 2001 – groepsfase | 25.000       |
| 6 | 19 juli 2001 | Honduras – Uruguay    | 1 – 0   | Copa América 2001 – groepsfase | 35.000       |

Ook op het Wereldkampioenschap voetbal onder 20 in 2011 werd er van dit stadion gebruik gemaakt. Dat toernooi werd gehouden van 29 juli tot en met 20 augustus. Er werden 5 groepswedstrijden gespeeld, de kwartfinale tussen Argentinië en Egypte (2–1) en de halve finale tussen Frankrijk en Portugal (0–2). In 2015 waren er in dit stadion wedstrijden voor de Copa Libertadores Femenina, het Zuid-Amerikaanse voetbalkampioenschap voor vrouwen. Er waren 11 wedstrijden waaronder de finale tussen de vrouwenteams van Ferroviária en Colo-Colo (3–1).

## Afbeeldingen

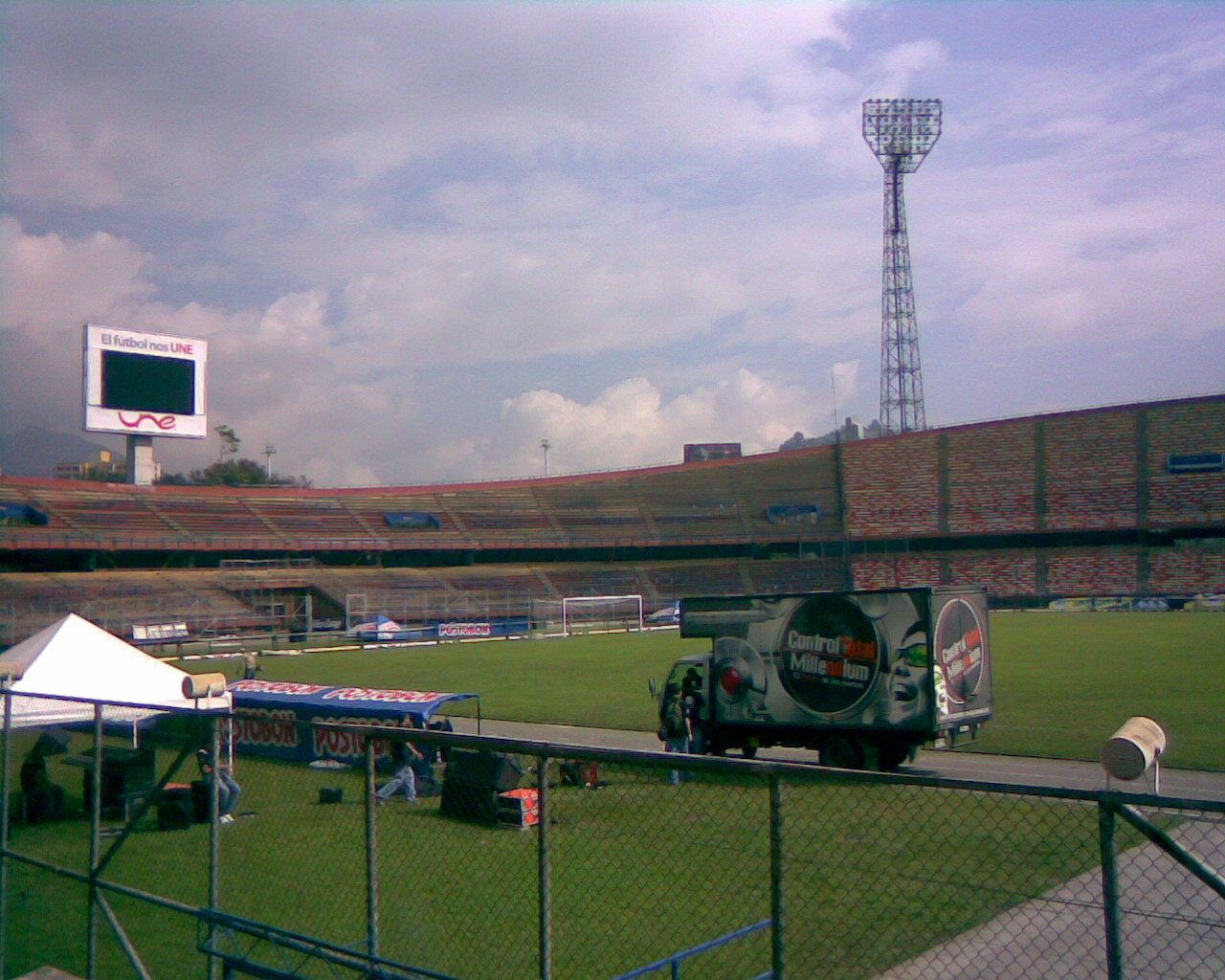
Het stadion voordat het werd gerenoveerd.
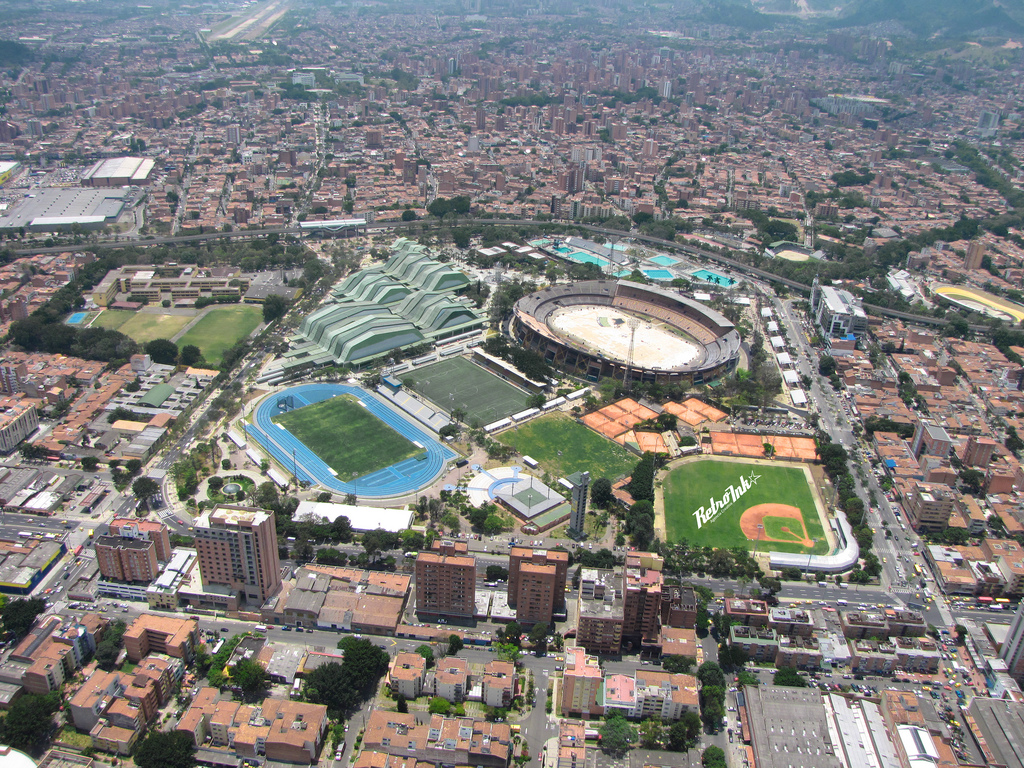
Het stadion van boven in het Atanasio Girardot Sportcomplex.